# Извор Света Петка
Извор Света Петка се налази на Фрушкој гори у оквиру поседа манастира Петковица, између Шишатовца и Дивоша.
Простор око извора је поплочан, а сам извор украшен иконама Свете Петке, Светих Мироносица и Светог Јована Крститеља.